# La fiamma occulta
La fiamma occulta (Weddings Rings) è un film del 1929 diretto da William Beaudine e prodotto dalla First National. Distribuito il 29 dicembre 1929, aveva come interpreti H.B. Warner, Lois Wilson, Olive Borden, Hallam Cooley, James Ford, Kathlyn Williams, Aileen Manning.
La sceneggiatura di Ray Harris si basa su The Dark Swan, romanzo di Ernest Pascal pubblicato a New York nel 1924, romanzo dal quale era già stato tratto quello stesso anno un precedente adattamento cinematografico con Il cigno nero, film diretto da Millard Webb con Marie Prevost e Monte Blue.

## Trama
Eve Quinn, un'attraente debuttante, è una ragazza frivola e superficiale: le piace fare conquiste, ma si stanca presto, mettendo da parte l'uomo del momento per passare subito a un altro. Non rifugge neppure dal vantarsi apertamente di essere capace di soffiare gli uomini persino a sua sorella Cornelia, una studentessa d'arte. Infatti, quando Cornelia si innamora di Lewis Duke, un ricco appartenente alla buona società, Eve lo attira a sé con i suoi modi da femme fatale, conquistandolo e facendosi portare da lui all'altare. Dopo il matrimonio, però, la donna non perde le sue vecchie abitudini e quando Cornelia le presenta deliberatamente un playboy, Wilfred Meadows, intreccia con lui un flirt. Lewis, intanto, comincia a stufarsi sia dell'arredamento modernista che ha invaso la sua casa, sia degli amici della moglie, un'accozzaglia di parassiti pazzi per il jazz che occupano stabilmente il suo salotto. L'unica nota fresca per lui è la presenza di Cornelia. E quando accidentalmente scopre la relazione tra la moglie e Wilfred, Lewis non tarda a capire di avere commesso un grande errore a sposare la bella ma incostante Eve, e torna pentito da Cornelia.

## Produzione
Il film fu prodotto dalla First National Pictures (come First National-Vitaphone Picture), controllata dalla Warner Bros. con il titolo di lavorazione The Dark Swan. Il film venne girato sonoro usando il sistema monofonico Vitaphone.

### Canzoni
- Love Will Last Forever, parole di Al Bryan, musica di Eddie Ward
- That's My Business, parole di Al Bryan, musica di Eddie Ward[1]

## Distribuzione
Il copyright del film, richiesto dalla First National Pictures, Inc., fu registrato il 24 gennaio 1930 con il numero LP1021.
Distribuito negli Stati Uniti dalla First National Pictures e dalla Warner Bros., il film uscì nelle sale il 29 dicembre 1929. In Svezia, fu distribuito il 12 maggio 1930 con il titolo Kärlekstjuven;  in Irlanda, uscì il 16 maggio dello stesso anno mentre, nel 1931, fu distribuito in Portogallo (30 gennaio, come Irmãs Rivais) e Spagna (10 dicembre, a Madrid come Anillo de boda). Nel 1932, uscì anche in Italia, con il visto di censura 26862 e con la condizione di: "Togliere ogni scena dialogata o comunque parlata in lingua straniera. (gennaio 1932)".